# O Falecido Matias Pascal
O Falecido Matias Pascal (em italiano: Il fu Mattia Pascal) - em algumas traduções é utilizado o nome próprio original do romance italiano "Mattia Pascal"- é um romance de 1904 do escritor e dramaturgo siciliano Luigi Pirandello (1867-1936).
Embora conte uma história trágica, é bem humorado. Conta a história de um filho de família rica da Ligúria que perde tudo e que resolve se aventurar nos cassinos de Monte Carlo. A narrativa é em primeira pessoa, com o personagem principal contando os acontecimentos de forma cronológica.

## Enredo
A narrativa começa com o personagem principal, Matias Pascal, ainda um adolescente experienciando as sensações confusas da juventude; que incluem o interesse amoroso por Sofia, sua amiga, e as responsabilidades que estão vir por ele estar se tornando um homem adulto. Após insucesso inicial com Sofia, Matias se envolve com outra moça, Romilda, a engravida e acaba se vendo obrigado a se casar com ela. Sua sogra, a viúva Pescattore é uma mulher que o atormenta, seu trabalho de bibliotecário não o remunera bem e para completar seu sofrimento, seu filho e sua mãe morrem.
Abalado, ele foge para Monte Carlo, Mônaco, na primeira oportunidade e aposta todo seu dinheiro em cassinos, inacreditavelmente vencendo todas as apostas e reunindo, assim, uma pequena fortuna. No caminho para retornar a seu odiado cotidiano, descobre que os jornais de sua região o estão declarando morto, que se suicidou numa propriedade de sua família e até mesmo que a própria esposa e sogra reconheceram o morto como sendo Matias.
Apesar de abismado pela situação, vê nela a oportunidade de se afastar da vida que antes levava. Mas para isso precisa se separar completamente do, "agora morto", Matias Pascal. Assume então uma nova identidade, denominando-se Adriano Meis, mudando seu visual como um todo: roupas, óculos e, até mesmo, eventualmente fazendo uma cirurgia para consertar o olho estrábico que possuía. Nesse meio-tempo, começa a se hospedar em Roma no quarto da casa de uma família, onde se apaixona pela filha do dono, Adriana.
O cunhado de Adriana, no entanto, tem interesse financeiro em se casar com ela e, percebendo a ameaça representada por Adriano/Matias, rouba seu dinheiro guardado em seu cofre e lhe apresenta uma senhorita, Pepita, filha do barão, tudo no intuito de afastar Matias e Adriana. Apesar de não gostar tanto de Pepita, começa uma corte à moça, o que desperta os ciúmes de seu amante, que desafia Adriano para um duelo.
Adriano aceita, porém não consegue um padrinho e, se sentindo desgraçado, resolve "matar" Adriano Meis e "ressuscitar" Matias Pascal, forja um suicídio e retorna a Miragno, sua cidade natal. Lá, em visita a seu primo, descobre que sua esposa casou-se com seu amigo Pomino e que eles já tem um filho. Matias então vai à casa onde moram o casal e a viúva Pescattore e os confronta, decidindo, por fim, deixá-los em paz e recomeçando sua vida como Matias.